# ایکیو
ایکّیو (انگلیسی: Ikkyū؛ ۱۳۹۴ – ۱۴۸۱) یک راهب، شاعر و خوشنویس در دوره شوگون‌سالاری آشیکاگا بود. او نقش بزرگی در تزریق ایده ها و گرایش های ذن در فرهنگ و ادبیات ژاپن داشت. همچنین انیمه ایکیو-سان بر اساس بخش‌هایی زندگی وی ساخته شده است.